# IC 2779
IC 2779 је спирална галаксија у сазвјежђу Лав која се налази на листи објеката дубоког неба у Индекс каталогу.
Деклинација објекта је + 13° 20' 45" а ректасцензија 11h 22m 44,4s. Привидна величина (магнитуда) објекта IC 2779 износи 16,5 а фотографска магнитуда 17,3. IC 2779 је још познат и под ознакама NPM1G +13.0269, PGC 1428682.